# Amt Breitenfelde
La comunità amministrativa di Breitenfelde (Amt Breitenfelde) si trova nel circondario del ducato di Lauenburg nello Schleswig-Holstein, in Germania.

## Suddivisione
Comprende 11 comuni:
1. Alt-Mölln (824)
2. Bälau (218)
3. Borstorf (316)
4. Breitenfelde (2 072)
5. Grambek (502)
6. Hornbek (200)
7. Lehmrade (570)
8. Niendorf/ Stecknitz (656)
9. Schretstaken (498)
10. Talkau (518)
11. Woltersdorf (338)

Il capoluogo è Mölln, esterna al territorio della comunità amministrativa.
(Tra parentesi i dati della popolazione al 31 dicembre 2021)